# Barry Seal
Pour les articles homonymes, voir Seal (homonymie).
Adler Berriman Seal dit Barry Seal, né le 16 juillet 1939 à Baton Rouge et mort dans cette même ville le 19 février 1986, est un pilote d'avion, contrebandier, trafiquant de drogues et d'armes et blanchisseur d'argent américain lié au cartel de Medellín.
Précoce et talentueux pilote d'avion, Barry Seal devient un trafiquant international après avoir été licencié par la Trans World Airlines à la suite d'une affaire de trafic d'explosifs plastics. À la fin des années 1970, il devient multi-millionnaire grâce au trafic d'armes et de cocaïne entre l'Amérique latine et les États-Unis, volant à basse altitude avec des avions de petite taille pour éviter les autorités. Dénoncé par un de ses complices, il passe un accord avec la DEA pour devenir un informateur. Après plusieurs missions réussies, son implication avec les autorités américaines est publiquement dévoilée, mettant sa vie en danger. Devenu témoin dans plusieurs grands procès, Seal est assassiné en février 1986 par trois Colombiens envoyés par Jorge Ochoa.

## Biographie

### Jeunesse
Adler Berriman Seal naît le 16 juillet 1939 à Baton Rouge en Louisiane. Il est le fils de Mary Lou Delcambre et Benjamin Curtis Seal. Le prénom Adler signifie « aigle » en allemand. Selon son instructeur de vol, Eddie G. Duffard, Barry Seal est un pilote naturel dès son adolescence ; celui-ci le laisse prendre seul le contrôle de l'avion après seulement huit heures de vol. Malgré les réticences de la mère de Barry, effrayée des dangers de l'aviation, le jeune pilote poursuit ses leçons. Il obtient son premier brevet de pilote d'avion à seulement 16 ans. Plusieurs années plus tard, il obtient son brevet de pilote de ligne et son brevet de pilote hélicoptère. Duffard décrit Barry Seal comme une personnalité attachante, un "casse-cou" et un téméraire. Seal commence sa carrière de pilote en traînant des bannières publicitaires dans le ciel de Baton Rouge, volant parfois si bas au-dessus du Tiger Stadium qu'il interrompait la rencontre des Tigers de LSU.
Le 10 août 1958, Seal loue un Piper Tri-Pacer à un professeur de l'université de LSU, a une panne de moteur en vol et doit atterrir en urgence dans un champ en herbe. Le pilote passe une semaine à l'hôpital, sa mâchoire reste fermée pendant un mois et il doit se faire poser cinq fausses dents. Un an plus tard, le père de Barry, poursuit le propriétaire de l'avion et demande 115 855 dollars de dommages pour son fils mineur. Seal n'ayant aucun témoin, l'affaire est abandonnée en avril 1960.
Le 31 août 1961, Barry Seal s'engage pour la garde nationale de Louisiane pour une durée de six ans, composés de cinq mois d'activité suivis de cinq ans et six mois d'inactivité. Affecté à la compagnie B du 21e groupe des Special Forces, il commence son service le 3 juillet 1962 lorsqu'il reçoit une formation au combat au Fort Leonard Wood dans le Missouri. Après avoir terminé sa formation en septembre, il change d'unité pour se former en tant qu'opérateur radio pendant un mois. Le 11 novembre 1962, il est transféré au Fort Benning à Columbus en Géorgie où il s'entraîne au saut en parachute. Son service prend fin au début du mois de janvier où il est affecté au 20e groupe des Special Forces. Il est diplômé de la Army Airborne School sans terminer sa formation dans les Special Forces.

### Carrière à la TWA (1966-1974)
Barry Seal est recruté par la Trans World Airlines (TWA) en tant qu'officier mécanicien navigant en 1967. Il est rapidement promu copilote, puis commandant de bord sur Boeing 707 des lignes régulières vers l'Europe occidentale. Il est l’un des plus jeunes pilotes aux commandes d'un 707 de la flotte TWA,.
Dans le même temps, Barry Seal est un entrepreneur. Il achète une station service à Baton Rouge qui est gérée par son père et ses frères. En février 1969, il crée également une entreprise nommée Helicoper Airways Inc.. Un médecin lui prête 24 000 dollars et le poursuit pour récupérer son argent, une fois que l'affaire fait faillite. Seal connaît le même sort avec une autre entreprise donnée Rent-A-Sign qui est poursuivie par la ville de Baton Rouge pour des impôts impayés. 
La carrière de Seal à la TWA prend fin en juillet 1972 lorsqu'il est arrêté pour avoir participé à un trafic d'explosif (plastic C4) au Mexique en utilisant un Douglas DC-4. L'affaire est finalement classée sans suite en 1974, faute de preuve ; TWA licencie Seal avant son acquittement. Le pilote a pris un faux congé maladie auprès de la Trans World Airlines afin de participer à l'opération illégale.

### Trafiquant de drogue (1976-1983)
Seal est employé par le cartel de Medellín et la Central Intelligence Agency (CIA), en tant que pilote et trafiquant de drogue. Il réalise de nombreux vols en provenance de la Colombie et du Panama pour faire entrer de la cocaïne aux États-Unis. Il gagne jusqu'à 500 000 dollars par vol. Après plusieurs opérations réussies dans son État natal de Louisiane, il déménage ses opérations dans une installation aéroportuaire à Mena dans l'Arkansas. Entre 1977 et 1983, il réalise une centaine de vols aériens à basse altitude entre les radars aériens des autorités. Ses activités illégales lui rapportent plus de 50 millions de dollars.
En 1983, l'opération Screamer de la Drug Enforcement Administration (DEA) permet l'arrestation d'un membre du réseau de trafiquants de Barry Seal. Ce dernier passe un accord avec l'agence afin de piéger le pilote. Seal est arrêté pour trafic de drogues et est condamné par une cour fédérale de Floride à 10 ans de prison. Après sa condamnation, il se rapproche de la DEA et propose de coopérer avec le gouvernement afin d'arrêter les frères Ochoa du cartel de Medellín. Cette première proposition lui est refusée car Seal ne souhaite pas faire de prison. Barry Seal va alors jusqu'à Washington pour proposer ses services au vice-président du groupe anti-drogue de la Floride du Sud qui le recrute en tant qu'informateur.

### Informateur fédéral et témoin assisté (1984-1986)
Le 28 mars 1984, Barry Seal signe l'accord et travaille comme informateur fédéral sous la direction des agents de la Drug Enforcement Administration (DEA) Robert Joura et Ernst Jacobsen à Miami,. En échange, les fonctionnaires fédéraux acceptent et témoignent en sa faveur lors d'auditions examinant une potentielle réduction de peine. Impressionné par les risques pris par l'informateur, le juge Norman C. Roettger Jr. réduit sa peine de prison à quatre mois en octobre 1985, le temps qu'il a déjà passé en cellule à témoigner.
En 1984, Seal commence ses missions pour la Drug Enforcement Administration. Seal infiltre un gang de trafiquants cubains et mène les enquêteurs à un centre de distribution régional pour Las Vegas et Los Angeles. Lors d'un vol entre le Nicaragua et la base de l'air d'Homestead en Floride, sa cargaison de cocaïne, prétendument négociée par le gouvernement sandiniste, est saisie par la DEA avant qu'elle soit réceptionnée par les trafiquants floridiens du cartel, informant ainsi le cartel sur le rôle de Barry Seal. Infiltré dans l'organisation de Pablo Escobar, Seal obtient des informations capitales sur l'organigramme du cartel de Medellín. Escobar lui indique également qu'il déplace tous les laboratoires colombiens de cocaïne du cartel vers le Nicaragua,. Seal effectue trois voyages au Nicaragua dont deux avec un avion équipé de caméras installées par la CIA. Lors de cette opération d'infiltration, Seal prend des photos de Pablo Escobar, Jorge Luis Ochoa Vásquez et d'autres membres du cartel de Medellín en train de charger plusieurs kilos de cocaïne dans un avion de transport Fairchild C-123. Federico Vaughan, que Seal avait accusé d'être un complice de Tomás Borge, ministre de l’Intérieur du Nicaragua, est également photographié avec des soldats sandinistes en train de charger l'avion,. Lors de cette opération, il entre aux États-Unis avec 667 kg de cocaïne (soit 1 472 livres),. La marchandise est saisie par les autorités américaines sur le sol américain,. 
Dans le cadre d'une autre affaire de blanchiment d'argent et contrebande de méthaqualone  à Fort Lauderdale en 1984, Barry Seal accepte de témoigner contre ses anciens employeurs et associés dans le commerce de la drogue. Il contribue alors à la condamnation de 17 membres du réseau de drogues, notamment le premier ministre des îles Turks-et-Caïcos Norman Saunders et des membres du cartel de Medellín en témoignant lors de trois grands procès. Seal a également témoigné devant la Commission sur le crime organisé en octobre 1985 par l'administration de Ronald Reagan. Seal refuse d'être placé sous le régime de protection des témoins. 
Dans un article du Washington Times du 17 juillet 1984, le journaliste Edmond Jacoby établit un lien entre des fonctionnaires du gouvernement sandiniste et le cartel de Medellín. Ces révélations mettent en danger la vie de Seal et mettent un terme à la mission de Seal ayant pour but de capturer Pablo Escobar et Jorge Ochoa au Mexique. Interrogé sur l'identité de la source de son article, Ernst Jacobsen, superviseur de Seal à la DEA, répond : « J'ai entendu dire que la fuite provenait d'une source à la Maison Blanche ». Il déclare que le colonel Oliver North, futur acteur majeur de l’opération Iran-Contra qui va devenir l'Irangate, a participé à deux réunions sur cette opération et avait des raisons de diffuser l'information. À la suite de ces révélations, Jorge Ochoa met un contrat sur la tête de Barry Seal à hauteur de 500 000 dollars. 
Le 24 janvier 1986, dans une autre affaire judiciaire, pour possession de cocaïne, le juge de Baton Rouge Frank J. Polozola sanctionne Barry Seal d'une amende de 35 000 dollars, d'une peine de cinq années sous contrôle judiciaire et de travaux de service général tous les soirs à l'Armée du salut de Baton Rouge pour une durée de six mois.

### Assassinat (1986)
Le 19 février 1986, Barry Seal est abattu de six balles 9 mm tirées avec un pistolet-mitrailleur MAC-10 alors qu'il est dans sa voiture devant le site de l'Armée du salut de Baton Rouge où il a été condamné à effectuer un travail d'intérêt général. Luis Carlos Quintero-Cruz, Miguel Velez et Bernardo Antonio Vasquez, trois assassins colombiens envoyés par le cartel de Medellín, sont appréhendés en essayant de quitter la Louisiane peu après l'assassinat,. L'enquête des autorités conclut que les meurtriers de Seal ont été embauchés par Jorge Ochoa. La mort de Seal entraîne l'arrêt de l'enquête de la DEA. Les trois accusés sont mis en accusation par un grand jury de l'État de Louisiane le 27 mars 1987 après l'annulation du premier procès en janvier 1987 par l'impossibilité de constituer un jury impartial. En mai 1987, ils sont tous trois déclarés coupable d'assassinat au premier degré. Ils évitent la peine de mort et sont condamnés à perpétuité sans libération conditionnelle.
Le procureur général de Louisiane William Guste (en) écrit au procureur général des États-Unis Edwin Meese, critiquant l'incapacité du gouvernement à protéger les témoins. À la demande de Guste, Meese lance une enquête pour déterminer si les avocats en Louisiane,  à Miami et à Washington ont mal géré l'affaire et afin de déterminer si Seal aurait dû être placé en détention préventive. Les avocats du gouvernement affirment que le prévenu a lui-même placé sa vie en danger en refusant d'entrer dans un programme de protection des témoins et de faire déménager sa famille. 
Le 16 mars 1986, un mois après la mort de Seal, le président Ronald Reagan cherche à renforcer le soutien du Congrès aux Contras et montre à la télévision une des photos prises par Seal. Il suggère également qu'un haut fonctionnaire du gouvernement sandiniste est impliqué dans le trafic de drogue.

## Vie privée
Barry Seal se marie avec Barbara Bottoms en mars 1963. De ce mariage, ils ont un fils et une fille. En novembre 1968, Barry demande le divorce au motif que sa femme l'a abandonné. Ils se réconcilient jusqu'en mars 1970 lorsque Barbara demande le divorce pour violences conjugales. Le divorce est acté en octobre 1971, Barry Seal devant payer à sa femme une pension alimentaire mensuelle de 703 dollars.
Il se marie une deuxième fois le 23 octobre 1971 avec Linda McGarrh Ross, secrétaire de la National Searchlight Company et divorce rapidement à la demande de sa deuxième épouse qui considère en novembre 1972 avoir été abandonnée par son mari.
Seal se marie une troisième fois en novembre 1974 avec Deborah Ann DuBois. Il a trois enfants avec Debbie : Aaron, Dean et Christina, à sa mort en 1986.

## Postérité
Dans les années 1990, alors que l'ancien gouverneur de l'Arkansas Bill Clinton est devenu président des États-Unis, les histoires de conspiration autour de Barry Seal et de ses opérations pour les autorités policières américaines se multiplient, par exemple avec la publication du livre Compromised: Clinton, Bush and the CIA de Terry Reed, ainsi que Crossfire : Witness in the Clinton investigation de L.D. Brown et Boys on the tracks : Death, denial and a mother's crusade to bring her son's killer to justice de Mara Leveritt.
En 2017, Barry Seal est l'objet du film Barry Seal: American Traffic dans lequel son rôle est joué par l'acteur Tom Cruise. Il a précédemment été incarné dans d'autres films : par Michael Paré dans Infiltrator (2016) dans deux courtes scènes,  par Dylan Bruno dans un épisode de la série Narcos (2015) et par Dennis Hopper dans le docufiction Doublecrossed (1991).